# Nazionale maschile under 21 di calcio della Grecia

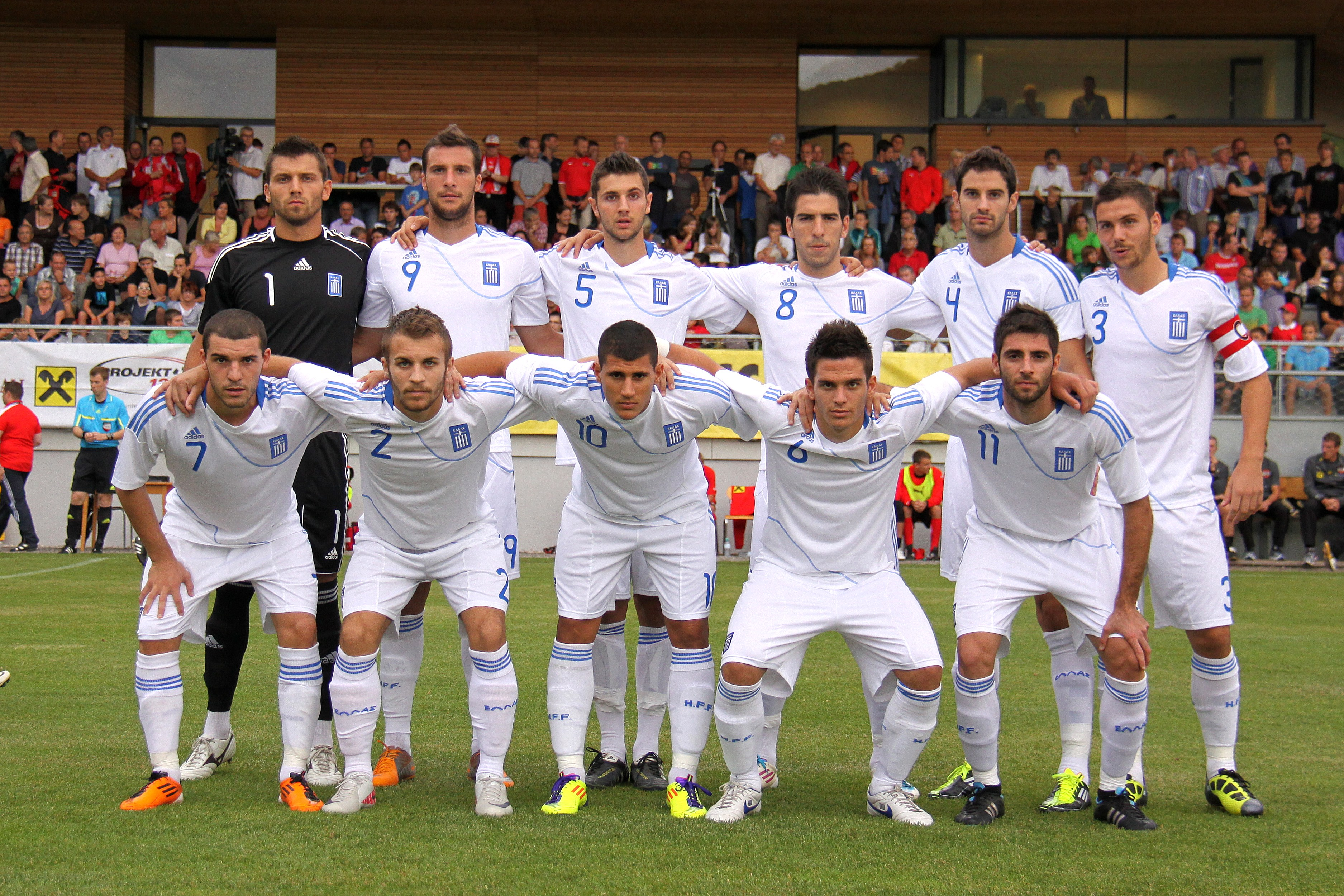
Nazionale di calcio greca Under-21 (2011-09-05).

La Nazionale di calcio greca Under-21 è la rappresentativa calcistica Under-21 della Grecia; è posta sotto l'egida della EPO. La squadra partecipa al campionato europeo di categoria, che si tiene ogni due anni.
Ha raggiunto la finale del campionato europeo nel 1988 e nel 1998 perdendo entrambe le volte.

## Partecipazioni ai tornei internazionali

### Europeo U-21
- 1978: Non qualificata
- 1980: Non qualificata
- 1982: Non qualificata
- 1984: Non qualificata
- 1986: Non qualificata
- 1988: Secondo posto
- 1990: Non qualificata
- 1992: Non qualificata
- 1994: Quarti di finale
- 1996: Non qualificata
- 1998: Secondo posto
- 2000: Non qualificata
- 2002: Primo turno
- 2004: Non qualificata
- 2006: Non qualificata
- 2007: Non qualificata
- 2009: Non qualificata
- 2011: Non qualificata
- 2013: Non qualificata
- 2015: Non qualificata
- 2017: Non qualificata
- 2019: Non qualificata
- 2021: Non qualificata

## Tutte le rose

### Europei
Campionato d'Europa Under-21 UEFA 19981 Kōnstantopoulos, 2 Alexopoulos, 3 Lakīs, 4 Karagkounīs, 5 Dellas, 6 Mpasinas, 7 Antzas, 8 N. Lymperopoulos, 9 Konstantinidis, 10 Koltzos, 11 Koulakiotis, 12 Eleutheropoulos, 13 S. Lymperopoulos, 14 Maurogenidīs, 15 Labriakos, 16 Stoltidīs, 17 Gkoumas, 18 Sfakianakīs, 19 Kōstoulas, 20 Konstantinidis, 21 Dermitzakis, CT: Kollias
Campionato d'Europa Under-21 UEFA 20021 Kotsolīs, 2 Patsatzoglou, 3 Loumpoutīs, 4 Kyriazīs, 5 Taularidīs, 6 Kyrgiakos, 7 Amanatidīs, 8 Seïtaridīs, 9 Papadopoulos, 10 Kazantzīs, 11 Theodōridīs, 12 Vallas, 13 Nastos, 14 Katsouranīs, 15 Anastasopoulos, 16 Charisteas, 17 Gitas, 18 Salpiggidīs, 19 Pitsos, 20 Agritis, 21 Vaggelīs, 22 Liourdis, CT: Michalopoulos